# Belgacom

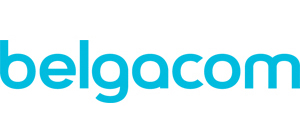
Logo Belgacomu

Belgacom – największa firma telekomunikacyjna w Belgii z siedzibą w Brukseli. Została założona przez państwo w 1930 roku pod nazwą Régie des Télégraphes et Téléphones. Pakiet większościowy należy nadal do państwa. Oferuje dostęp do telefonii stacjonarnej pod marką Belgacom i do telefonii komórkowej pod marką Proximus. Jest właścicielem działającej w Luksemburgu i Liechtensteinie firmy Tango oraz największego portalu w Belgii Skynet. Zatrudnia 16 tys. pracowników. Jest częścią indeksu giełdowego Bel 20.